# Idaea sinuata
Idaea sinuata är en fjärilsart som beskrevs av Alfred Ernest Wileman och South 1917. Idaea sinuata ingår i släktet Idaea och familjen mätare. Inga underarter finns listade i Catalogue of Life.